# 賀集珉平
賀集 珉平（かしゅう/かしお みんぺい、1796年2月23日（寛政8年1月15日）- 1871年8月27日（明治4年7月12日））は、幕末から明治時代前期の陶芸家である。名は惟一。号は勝瑞。姓は加集とも表記される。

## 経歴・人物
淡路に生まれ、後に上洛して初代尾形周平に師事し陶芸を学ぶ。その後故郷の伊賀野村に周平を招聘し庄屋を開き、黄南京写や京焼風を元に釉薬を発明し新しい作風の陶器を製作した。この焼風は現在の南あわじ市で制作される「淡路焼」と呼ばれ、別名として「珉平焼」と呼ばれる事となった。